# Transgen organism
En transgen organism är en organism som med hjälp av genteknik har försetts med arvsanlag från en annan art. Transgena organismer är exempel på genetiskt modifierade organismer (GMO). Ett exempel är insulinproducerande bakterier, bakterier som har kompletterats med en gen som styr insulinproduktionen. Transgena organismer används även för att studera olika geners funktion och uttryck. Det är den simplaste varianten av genmodifiering, och består i att ta bort en oönskad gen eller ersätta en gen med en mer önskvärd gen.
Transgena djur används idag i den medicinska forskningen. Tekniken har blivit allt vanligare på senare år. Djur som man använder i försöken är huvudsakligen möss. När man förändrar djurets arvsmassa med hjälp av genteknik blir djuret transgent. När det gäller möss så kan man stänga av gener genom att helt enkelt klippa bort dem och man får då så kallade knockoutmöss, även om dessa i strikt mening inte är transgena då de inte har arvsanlag från andra arter. Man kan då se vad som händer med försöksdjuret för att på så sätt få ledtrådar om vad genen gör för något. Det finns två huvudområden när det gäller tillämpningen av transgen teknik och det är förbättrade produktionsegenskaper och framställning av läkemedel. Genteknik har lett fram till ökad förståelse av geners funktion och reglering, ärftliga sjukdomar, olika livsprocesser såsom människans immunsystem, fosterutveckling med mera.
Transgentekniken som började användas på 1980-talet har inneburit att man kan skräddarsy djurmodeller som kan ge svar på exakt de frågor man ställer. Man är alltså inte längre hänvisad till slumpen, utan kan välja vad man vill studera. Forskarnas kanske största förhoppning är att man i framtiden skall kunna använda transgena djur till olika organtransplantationer. Till exempel så har grisen ett hjärta som är ganska likt människans, så genom att ”tillsätta” människogener skulle det kunna vara möjligt för ett hjärta eller kanske en njure att fungera i människokroppen, utan att stötas bort. En viss oro finns bland forskare, angående användandet av grisorgan i människor. Det finns en risk för att ett ”tyst virus” skulle kunna starta livsfarliga epidemier.